# Pluchea fosbergii
Pluchea fosbergii là một loài thực vật có hoa trong họ Cúc. Loài này được Cooperr. & Galang miêu tả khoa học đầu tiên năm 1965.